# Margaret Brimble
Margaret Anne Brimble, (née en 1961) est une chimiste néo-zélandaise spécialisée dans la chimie organique. 

## Biographie

### Enfance et éducation
Brimble grandit à Auckland en Nouvelle-Zélande. Sa grand mère la soutient et l'encourage à faire de longues études. Elle fréquente l'école diocésaine pour les filles d'Auckland.
Elle reçoit un Baccalauréat universitaire en sciences et une Maîtrise de Science en chimie à l'Université d'Auckland. Elle obtient une bourse du Commonwealth pour effectuer son doctorat à l'Université de Southampton. Elle soutient sa thèse en 1985 sur salinomycine, un médicament thérapeutique,.

### Carrière et recherche
Elle est titulaire de la Chaire de chimie organique et médicinale à l'Université d'Auckland et est également Chercheuse au Maurice Wilkins Centre for Molecular Biodiscovery. Elle effectue des recherches sur les toxines présentes dans les bivalves  et sur les moyens de traiter les lésions cérébrales.

### Prix et distinctions
Elle est membre de la Société royale de Nouvelle-Zélande et de la Société Royale de Chimie. Elle est aussi un compagnon de l'Ordre du Mérite de Nouvelle-Zélande.
Brimble a été la première néo-Zélandaise à recevoir le Prix L'Oréal-Unesco pour les femmes et la science en 2007 et la deuxième femme à recevoir la Médaille Rutherford en 2012.
En 2004, Brimble devient membre de l'Ordre du Mérite de Nouvelle-Zélande pour services rendus à la science. En 2012 elle est promue Compagnon de cet ordre pour les mêmes raisons. En 2018, elle est élue membre de la Royal Society.
Elle a également reçu la Médaille Hector en 2012 et la Médaille Marsden en 2016.